# جين إسبي
جين إسبي (بالإنجليزية: Gene Espy)‏ هو كاتب سير ذاتية أمريكي، ولد في 1927.